# Glières-Val-de-Borne
Glières-Val-de-Borne község Franciaország Auvergne-Rhône-Alpes régiójában, Haute-Savoie megyében. Új községként 2019. január 1-jén jött létre Le Petit-Bornand-les-Glières és Entremont község egyesítésével. A korábbi községek egyesülésekor az új község lélekszáma 1819 fő volt. Lakosainak száma 1825 fő (2022. január 1.).

## Népesség
| Lakosok száma | 1798 | 1809 | 1814 | 1828 | 1827 | 1825 |
|               | 2017 | 2018 | 2019 | 2020 | 2021 | 2022 |